# 裂唇闊蕊蘭
裂唇闊蕊蘭（学名：[Peristylus lacertiferus] 错误：{{Lang}}：文本有斜体标记（帮助））为蘭科闊蕊蘭屬下的一个种。

## 扩展阅读
- 維基物種上的相關：裂唇闊蕊蘭